# زيد البواردي
زيد البواردي (مواليد 25 يناير 1997) هو لاعب كرة قدم سعودي .

## مسيرة اللاعب
بدأ اللاعب في الفئات السنية في نادي النصر و وقع مع نادي الشباب في صيف 2020 بعد انتهاء عقده مع النصر و وقع مع نادي الرياض في عام 2023 لمدة موسم.

## وصلات خارجية
- زيد البواردي على موقع إي إس بي إن إف سي (الإنجليزية)
- زيد البواردي على موقع قاعدة بيانات كرة القدم.إي يو (الإنجليزية)
- زيد البواردي على موقع Soccerway.com (الإنجليزية)
- زيد البواردي على موقع عالم كرة القدم.نت (الإنجليزية)
- زيد البواردي على موقع أوليمبيديا (الإنجليزية)